# Controvérsia da circuncisão

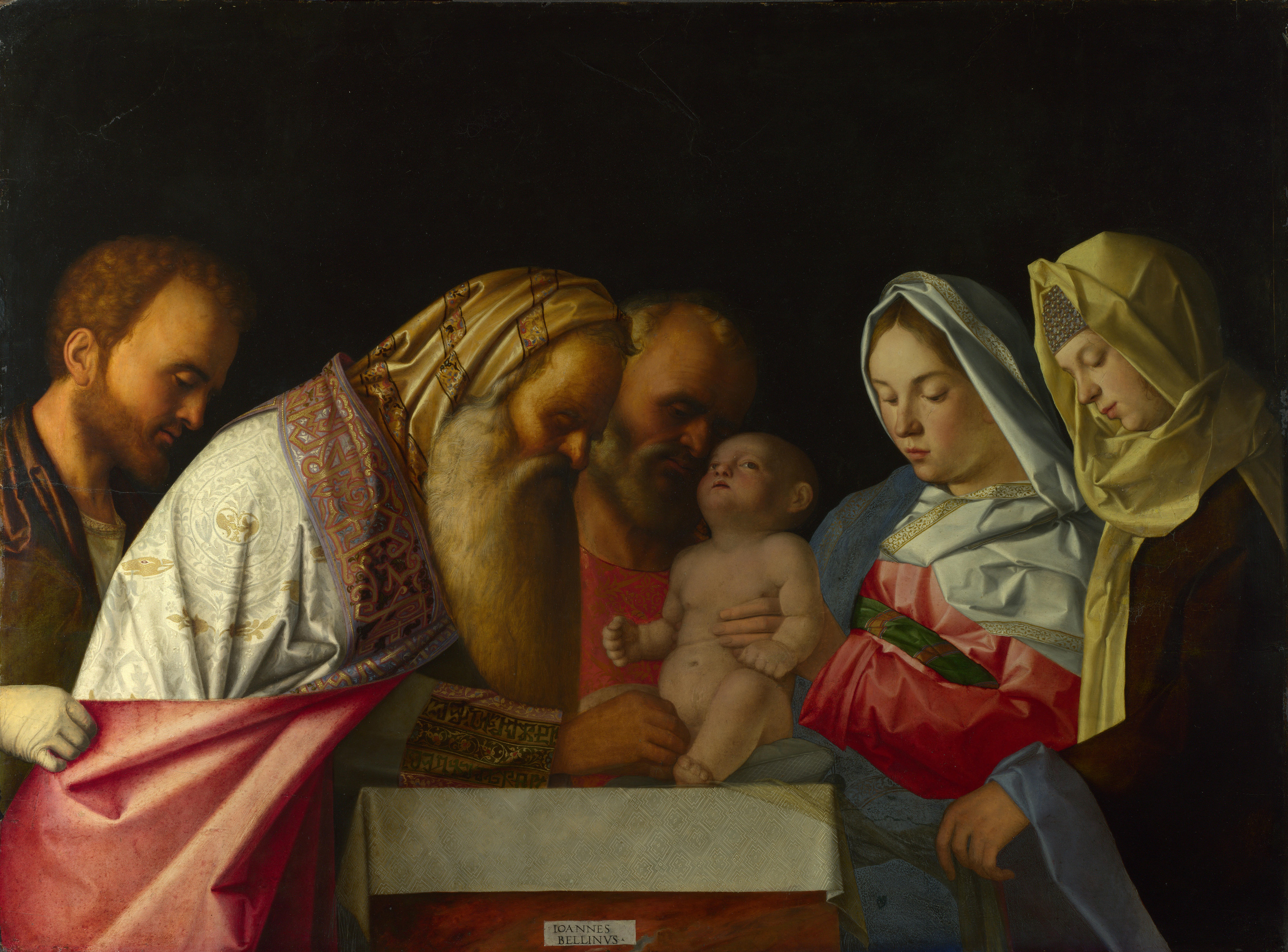
Circuncisão de Jesus.
Por Giovanni Bellini, atualmente na National Gallery

A Controvérsia da circuncisão foi uma disputa ocorrida nos primeiros anos do Cristianismo e que tratava da adoção das leis judaicas pelo crescente número de novos cristãos que eram incorporados à nascente igreja. O primeiro concílio cristão realizado em Jerusalém, realizado aproximadamente em 50 d.C., decretou que a circuncisão não era um requisito para os gentios convertidos. Isto ficou conhecido como Decreto Apostólico e pode ter sido o primeiro ato de divisão entre o Cristianismo primitivo e o Judaísmo. Mais ou menos na mesma época, o Judaísmo rabínico tornou o requerimento da circuncisão para os garotos ainda mais rígido.
De acordo com a Enciclopédia Colúmbia, "a decisão de que os cristãos não deveriam praticar a circuncisão está relatada em Atos 15[nota a], mas nunca houve, porém, uma proibição do ato e ele é ainda hoje praticado pelos cristãos coptas".

## Cenário judaico
Há inúmeras referências na Bíblia judaica à obrigação da circuncisão entre os judeus. Por exemplo, Levítico diz:
| “ | «Ao oitavo dia a carne de prepúcio do menino será circuncidada.» (Levítico 12:3) | ” |

E os não-circuncidados deverão ser separados do povo judeu, conforme o Gênesis:
| “ | «O incircunciso que não for circuncidado na carne do seu prepúcio, essa alma será cortada do seu povo; quebrou a minha aliança.» (Gênesis 17:14) | ” |

De acordo com a Enciclopédia Judaica (artigo sobre a Circuncisão):
| “ | A questão entre os zelotes e os liberais sobre a circuncisão dos prosélitos permaneceu em aberto nos tempos tanaíticos [séculos I e II]; R. Joshua afirmando que o banho, ou batismo ritual, já fariam da pessoa um prosélito completo sem a circuncisão, como os israelitas, quando receberam a Lei, não lhes foi requerida nenhuma iniciação além do banho ritual. Já R. Eliezer tornou a circuncisão uma condição para a admissão do prosélito e declarou que o rito batismal não tinha importância (Yeb. 46a). Uma controvérsia similar entre os shamaítas e os hilelitas é relatada (Shab. 137a) sobre o prosélito nascido circuncidado: os primeiros exigindo que uma gota de sangue fosse derramada para selar a Aliança, enquanto que os outros declarando que era desnecessário. A rigorosa visão shamaíta, declarada no Livro dos Jubileus, prevaleceu no tempo do rei João Hircano, que forçou rito abrâmico sobre os idumeus, e no do rei Aristóbolo, que fez os iturianos passarem pela circuncisão (Flávio Josefo, Antiguidades Judaicas, xiii. 9, § 1; 11, § 3). De acordo com Ester 8:17[nota b], na versão da LXX, os persas que, com medo dos judeus após a derrota de Hamã, "se tornaram judeus", foram circuncidados. | ” |

## Circuncisão de Jesus

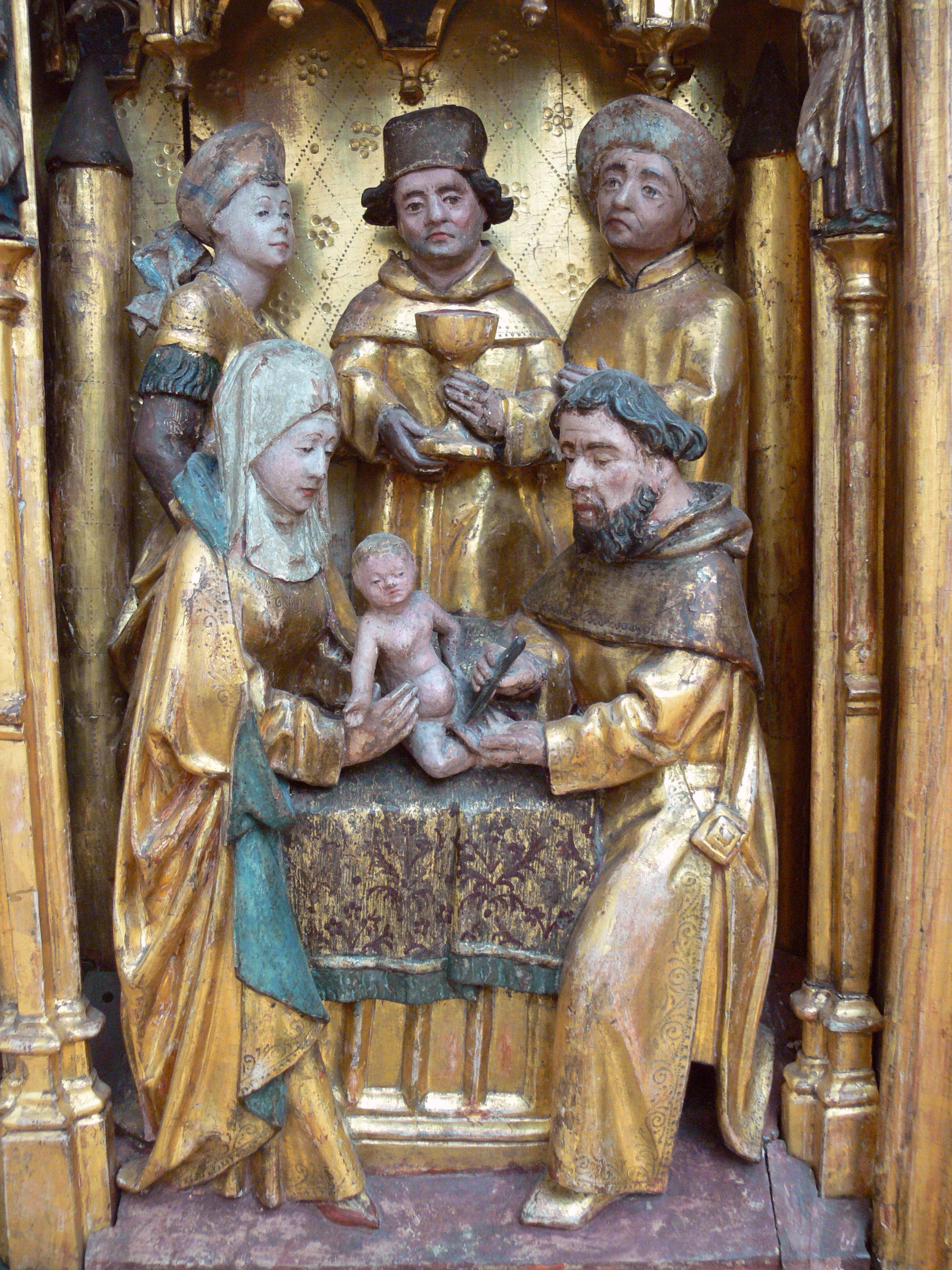
Circuncisão de Jesus.
Peça de altar de 1480, Mengen, Brabante.

De acordo com o Evangelho de Lucas, Jesus foi circuncidado oito dias depois do seu nascimento, de acordo com a Lei Mosaica.[nota c] Essa menção é considerada demasiado curta por estudiosos, particularmente quando comparada com a descrição muito mais completa dada por Paulo sobre a sua própria circuncisão no terceiro capítulo de sua Epístola aos Filipenses.
Este fato levou teólogos como Friedrich Schleiermacher e David Strauss a especular que o autor do Evangelho de Lucas pode ter assumido que a circuncisão seria um fato histórico ou pode estar relatando-o através das lembranças de um terceiro. Além do relato canônico no Evangelho de Lucas, o apócrifo Evangelho Árabe da Infância contém uma referência à sobrevivência do prepúcio cortado de Jesus.
Como tema, a "circuncisão de Cristo" era extremamente rara na arte cristã do primeiro milênio e parece não haver nenhum exemplo sobrevivente até muito próximo do fim do período, embora as fontes literárias transpareçam que ele era de fato por vezes representado. Uma das primeiras representações a sobreviver é uma miniatura num importante manuscrito bizantino de 979 - 984, o "Menológio de Basílio II", atualmente na Biblioteca Vaticana. Ele contém uma cena que mostra Maria e José segurando o menino Jesus do lado de fora de um edifício, provavelmente o Templo de Jerusalém, enquanto um sacerdote vem em direção deles com uma pequena faca nas mãos. Isto é típico das primeiras representações, que evitavam mostrar a operação em si. No tempo de Jesus, a prática real judaica era a de realizar a operação em casa, usualmente pelas mãos do pai da criança.
A circuncisão de Jesus foi tradicionalmente apontada como a primeira vez que o "sangue de Cristo" foi derramado, e, portanto, seria o início do processo de redenção da humanidade. A circunsição também significaria que Cristo era humano, e obediente à lei bíblica. Teologos da Idade Média e da Renascença repetindo apontariam essa ocorrência, enxergando o sofrimento de Jesus durante a circunsição como um prenúncio da Paixão.

## Controvérsia da circuncisão
Disputas sobre a Lei Mosaica geraram intensa controvérsia durante o Cristianismo primitivo. Isto é particularmente notável no século I, quando a controvérsia da circuncisão veio à tona. Alister McGrath, um proponente da paleo-ortodoxia, alega que muitos dos judeu-cristãos eram judeus praticantes e religiosos, cuja única diferença era que acreditavam que Jesus era o Messias. Todos na comunidade cristã que insistiam que a lei bíblica, inclusive as referentes à circuncisão, continuavam a se aplicar aos cristãos eram pejorativamente chamados de judaizantes por seus adversários e criticados por serem elitistas e legalistas, além de outros pecados.

## Concílio de Jerusalém

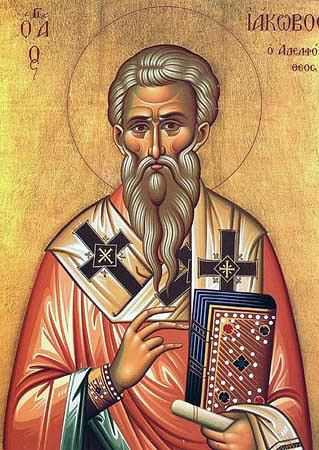
Ícone de Tiago, o Justo, que emitiu o "Decreto Apostólico" no Concílio de Jerusalém, ca. 50

O Concílio de Jerusalém, citado em Atos 15, ocorreu por volta de 50 e foi o primeiro grande encontro da igreja antiga chamado para considerar sobre a aplicação de Lei Mosaica na nova comunidade. Especificamente, ele teve que considerar se os novos gentios convertidos ao Cristianismo deveriam ser obrigados a passar por uma circuncisão para que fossem completamente aceitos na comunidade cristã, ainda que estivesse perfeitamente cônscio de que o assunto tinha amplas implicações, uma vez que a circuncisão era o sinal duradouro da Aliança de Abraão.[nota d] A cultura judaica ainda estava tentando encontrar seu espaço em meio à dominante cultura helenística, que considerava a circuncisão repulsiva.
Naquele tempo, a comunidade cristã se considerava parte de uma comunidade judaica mais ampla, com a maior parte dos líderes da Igreja sendo judeus ou prosélitos judeus.
A decisão do Concílio veio a ser chamada de "Decreto Apostólico"[nota e] e era que a maior parte da Lei Mosaica, incluindo o requerimento de circuncisão dos meninos, não seria mais obrigatória para os convertidos gentios, possivelmente com o objetivo de tornar mais fácil para eles se unirem ao movimento.[nota e] Porém, o Concílio de fato manteve as proibições alimentares contra Sangue, ou carne de animais que não foram mortos da maneira correta, ou contra a "fornicação" e a idolatria. Começando com Santo Agostinho, muitos viram uma conexão com as Leis de Noé, enquanto que alguns estudiosos modernos rejeitam esta conexão[nota f] e, ao invés disso, veem Levítico 17-18[nota g] como base. Veja também Levítico 18. Na realidade, porém, a Igreja de Jerusalém criou um duplo padrão: um para os judeo-cristãos e outros para os convertidos gentios.
O Decreto pode ser um dos grandes atos de diferenciação entre a Igreja e suas raízes judaicas,primeiro sendo a Rejeição de Jesus. Embora o resultado não seja inconsistente com o ponto de vista judaico e e aplicabilidade da Lei Mosaica aos não-judeus, o decreto criou uma categoria de pessoas que eram membros da comunidade (que ainda se consideravam parte da comunidade judaica) que não eram considerados como totalmente convertidos da comunidade mais ampla judaica. Estes convertidos parciais eram bem recebidos, chamados de "tementes a Deus" (similar ao movimento moderno B'nei Noah), mas havia alguns rituais[nota h] e áreas no Templo dos quais eles, os gentios, eram excluídos, como, por exemplo, apenas os  Kohen Gadol poderiam entrar o Kodesh Hakodashim do Templo. Isto criou problemas especialmente quando a comunidade cristã foi dominada pelos novos membros gentios, com menos compreensão das razões bíblicas desta disputa.

## Ensinamentos de Paulo

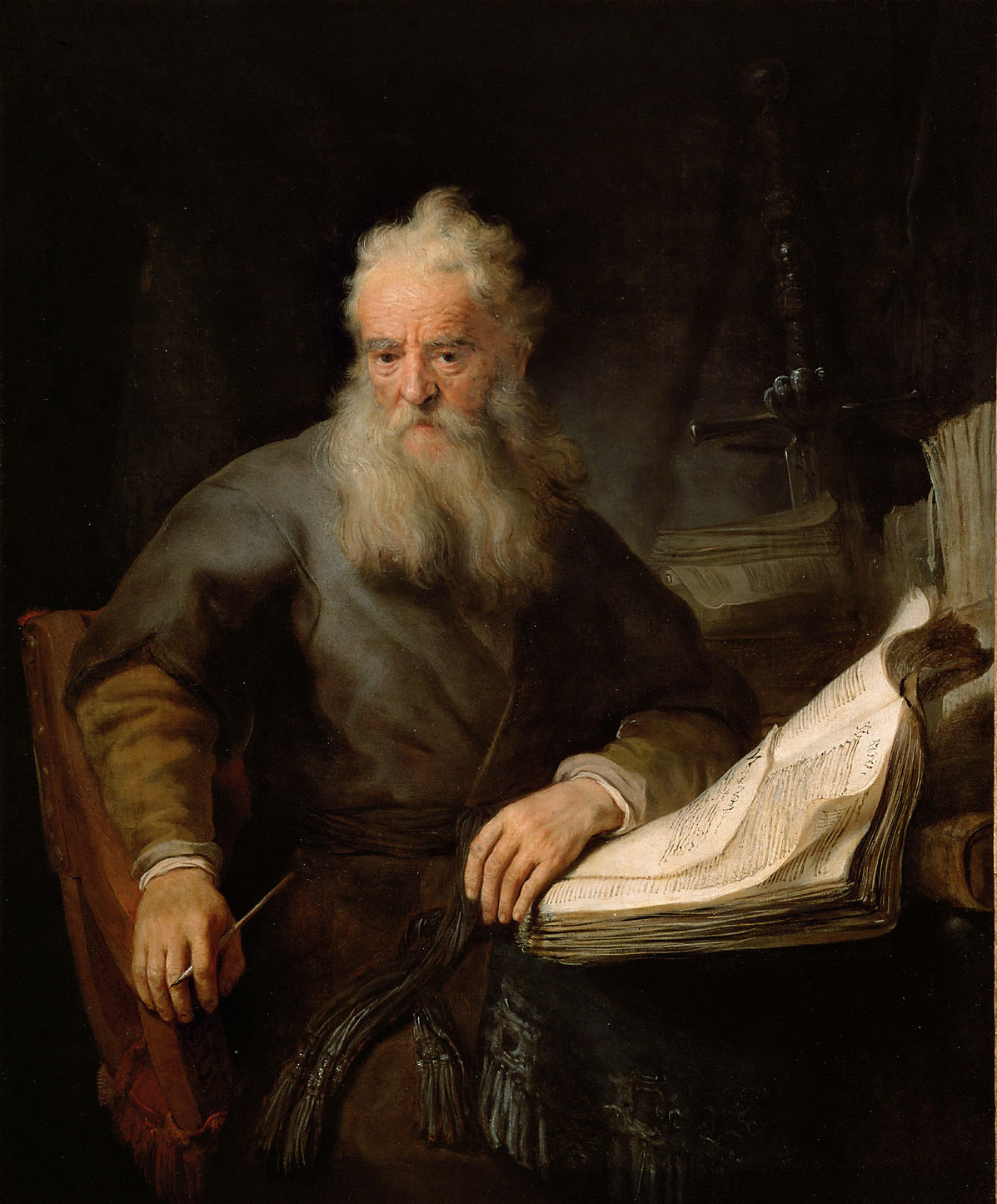
Apóstolo Paulo, por Rembrandt. A maioria dos estudiosos acredita que Paulo na verdade ditava suas cartas para um secretário.

Enquanto o assunto estava teoricamente resolvido, ele continuava a ser um tema recorrente entre os cristãos. Quatro anos após o Concílio de Jerusalém, Paulo escreveu para os Gálatas sobre o assunto, que tinha se tornado uma séria controvérsia na região. Havia um forte movimento de judaizantes na região que advogavam a aderência às Leis Mosaicas tradicionais, incluindo a circuncisão. De acordo com McGrath, Paulo identificou Tiago, o Justo, como a força motivadora por trás do movimento. Paulo considerou isto uma grande ameaça à sua doutrina de salvação pela fé e endereçou o tema em grande detalhe em Gálatas 3
Paulo, que se chamava de "Apóstolo dos Gentios", atacou a prática, embora não de forma consistente. No caso de Timóteo, cuja mãe era judeo-cristã, mas cujo pai era grego, ele pessoalmente circuncidou-o "por causa dos judeus" que estavam na cidade[nota i]. Ele também pareceu perceber o valor da circuncisão em Romanos 3:1-2[nota j].
Paulo argumentava que a circuncisão não precisava mais ser física, apenas uma prática espiritual[nota k]. E, neste sentido, ele escreveu: "Foi alguém chamado estando circuncidado? Não se torne incircunciso."[nota l] - provavelmente uma referência à prática do epispasmo. Paulo era circuncidado quando recebeu seu "chamado". Ele acrescenta: "A circuncisão nada é, e também a incircuncisão nada é, senão a guarda dos mandamentos de Deus."[nota m].
Posteriormente, Paulo denunciou a prática de maneira mais explícita, rejeitando e condenando os que promoviam a circuncisão dos cristãos gentios. Paulo avisou que os que advogavam a circuncisão eram "falsos irmãos"[nota n]. Ele acusou os cristãos gálatas que advogavam a circuncisão de abandonarem o Espírito pela carne: «Sois tão insensatos? tendo começado no Espírito, estais agora vos aperfeiçoando na carne?» (Gálatas 3:3). Ele acusou estes advogados de quererem dar uma boa impressão na carne, se glorificando ou se gabando dela[nota o]. Alguns acreditam que Paulo escreveu a Epístola aos Gálatas atacando a adoção da circuncisão e de todos os requisitos da fé judaica pelos cristãos, dizendo no capítulo cinco: «Eis que eu, Paulo, vos declaro que, se vos circuncidardes, Cristo de nada vos aproveitará.» (Gálatas 5:2). É fato porém que hoje nenhuma denominação cristã é conhecida por rejeitar membros circuncidados.
A Enciclopédia Católica nota que: "Paulo, por um lado não se opôs à observância da Lei Mosaica, desde que ela não interferisse com a liberdade dos gentios e se adaptou às suas prescrições quando era requerido pela ocasião[nota q]. Assim, ele mesmo realizou a circuncisão de Timóteo[nota i] e estava justamente num ritual mosaico quando ele foi preso em Jerusalém[nota r]."

## Pontos de vista posteriores

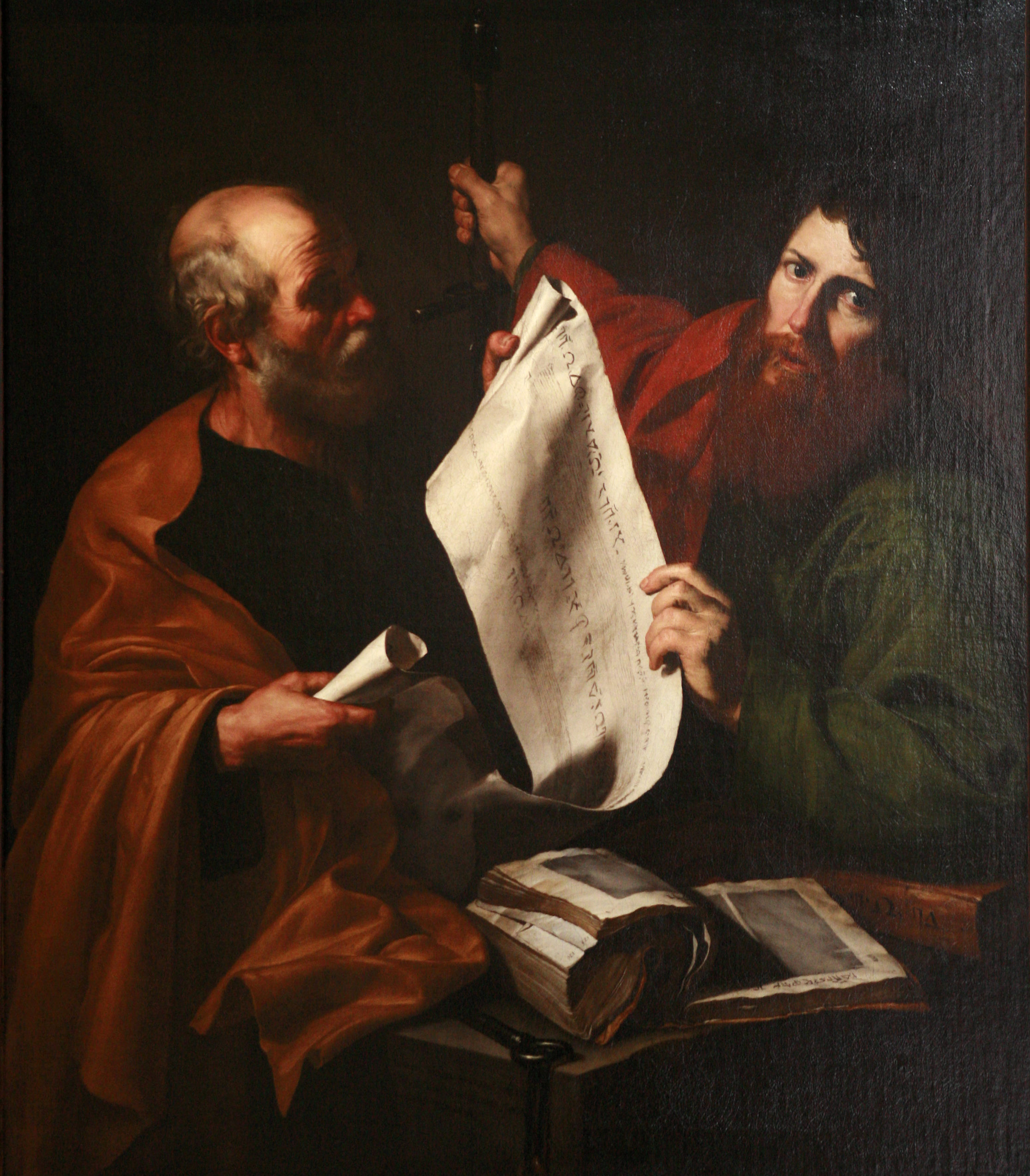
São Pedro e São Paulo.
Por José de Ribera, circa 1616.

Uma interpretação da controvérsia da circuncisão no Novo Testamento era de que ela se deu sobre a possibilidade de os gentios serem aceitos na igreja diretamente ou se eles deveriam antes se converterem ao Judaísmo. Porém, a Halakha do Judaísmo rabínico estava ainda naquele tempo em desenvolvimento, como afirma a Enciclopédia Judaica:
| “ | Jesus, porém, não parece ter levado em consideração o fato de que a Halakha estava ainda se cristalizando, e que muita variação existia ainda sobre a forma definitiva; as disputas de Bet Hillel e Bet Sammai estavam ocorrendo nesta mesma época de maturação. | ” |

Esta controvérsia foi disputada em grande medida por grupos opostos de cristãos que eram etnicamente judeus. De acordo com esta interpretação, os que sentiam que a conversão ao Judaísmo era um pré-requisito para a entrada na Igreja foram eventualmente condenados por Paulo como "doutores judaizantes".
A fonte para esta interpretação é desconhecida. Porém, ela parece estar relacionada ao Supersessionismo - teologia que afirma que o Novo Testamento "cumpre", "realiza" ou "renova" a promessa feita aos judeus - ou o Hiper-dispensacionalismo (em oposição à teologia do Dispensacionalismo, mais aceita) - que prega que o Cristianismo só iniciou após a pregação de Paulo. Além disso, cristãos modernos como Ortodoxos etíopes e os Ortodoxos coptas ainda praticam a circuncisão, ainda que não considerem a prática como uma conversão ao Judaísmo e nem se considerem judeus ou judeo-cristãos.
O artigo da Enciclopédia Judaica sobre os gentios afirma o seguinte, em tom reconciliatório:
| “ | R. Emden, numa notável apologia do Cristianismo contida em seu apêndice à "Seder 'Olam" (pp. 32b-34b, Hamburgo, 1752), dá a sua opinião de que a intenção original de Jesus e, especialmente de Paulo, não era a de converter apenas os gentios para as sete leis morais de Noé e de deixar os judeus seguirem os 613 mandamentos - o que explicaria as aparentes contradições no Novo Testamento sobre as Leis de Moisés e o Sabbath. | ” |